# Pierre-Henri Duboué
 (mars 2017).
Si vous disposez d'ouvrages ou d'articles de référence ou si vous connaissez des sites web de qualité traitant du thème abordé ici, merci de compléter l'article en donnant les références utiles à sa vérifiabilité et en les liant à la section « Notes et références ».
Pour le chef cuisinier français, voir Julien Duboué.

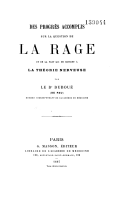
Pierre-Henri Duboué découvrit le processus nerveux par voie centripète et la localisation au niveau du bulbe rachidien de l'agent pathogène de la rage ("Des progrès accomplis sur la question de la rage et de la part qui en revient à théorie nerveuse" publié en 1887).

Pierre-Henri Duboué né le 15 juillet 1834 à Saint-Castin (Pyrénées-Atlantiques), et mort dans sa ville natale le 5 septembre 1889,, est un médecin et chercheur français. Ses travaux les plus connus portèrent sur la voie nerveuse de transmission du virus de la rage et furent repris par Louis Pasteur pour concevoir son vaccin contre la rage.

## Biographie
Pierre-Henri Duboué est né le 15 juillet 1834 à Saint-Castin (Pyrénées-Atlantiques). Il fait ses études secondaires au lycée de Pau, puis ses études à la faculté de médecine de Paris et fut interne des hôpitaux de Paris 
.
Il pratiqua la médecine d’abord en campagne, puis en ville à Pau (Pyrénées-Atlantiques).

## Études et travaux
Chercheur également, il mena plusieurs travaux sur le paludisme, la rage, le choléra et la fièvre typhoïde. Il s'intéressa à la thérapeutique alors à ses balbutiements, dont il espérait l’accès au rang de discipline scientifique grâce aux progrès de la physiologie. Ses travaux les plus notables portèrent sur l’étude de la voie nerveuse de propagation du virus rabique, qu'il démontra par déduction,.
Le docteur Pierre-Henri Duboué fut également président (1877-1878) de la Société des Sciences, Lettres et Arts de Pau.

## Publications
- Essai sur l'expérimentation thérapeutique, Pierre-Henri Duboué, Imp. Rignoux, 46 p., Paris, 1859.
- Nouvelles recherches sur le diagnostic des fièvres larvées paludéennes, Pierre-Henri Duboué, Cosson, 45 p., Paris, 1862.
- De l'impaludisme, Pierre-Henri Duboué, Alexandre Coccoz, 474 p., Paris, 1867. Consultable sur Gallica.
- Note sur l'emploi et les bons effets du tannin dans la pleurésie purulente, Pierre-Henri Duboué, Martinet, 15 p., Paris, vers 1870.
- Recherches sur les propriétés thérapeutiques du seigle ergoté. Action comparée de divers médicaments et en particulier de la quinine, de l'arsenic, de l'eau froide, du seigle ergoté et de la propylamine, Pierre-Henri Duboué, A. Coccoz, 1873.
- Observation de grossesse extra-utérine, gastrotomie, guérison, fistule intestinale au niveau de l'ombilc, Pierre-Henri Duboué, Delahaye, 45 p., Paris, 1874.
- De l'Action du sulfate de quinine sur l'utérus, Pierre-Henri Duboué, Lauwereyns, 15 p., Paris, 1874.
- Note sur l'emploi et les bons effets du tannin dans la pleurésie et notamment dans la pleurésie chronique purulente, Pierre-Henri Duboué, Adrien Delahaye, 15 p., Paris, 1876. Consultable sur Gallica.
- De quelques principes fondamentaux de la thérapeutique, applications pratiques : recherches sur les propriétés thérapeutiques du sulfate de quinine, de l'eau froide, de l'arsenic, du seigle ergoté, du tannin et du permanganate de potasse, de la pathogénie, des lésions morbides et du traitement rationnel du choléra, Pierre-Henri Duboué, Adrien Delahaye, 187[6].
- Recherches sur les propriétés thérapeutiques du seigle, Pierre-Henri Duboué, bibliothèque Sainte geneviève, 223 p., Paris, 2012 (Document numérisé dans le cadre du projet de bibliothèque numérique de la BSG : corpus Livres du 19e siècle. - Pagination de l'édition imprimée : 223 p. - Numérisation de l'édition de Paris : A. Goccoz, 1878
- Quelques principes fondamentaux de la thérapeutiques, Pierre-Henri Duboué, Paris, 1876.
- Des Bons effets du tannin dans un cas de vomissements incoërcibles pendant la grossesse, Pierre-Henri Duboué, V.-A. Delahaye, 15 p., Paris, 1878.
- De la physiologie pathologique et du traitement rationnel de la rage, suite d'études de pathogénie, Pierre-Henri Duboué, Adrien Delahaye, 147 p., Paris, 1879.
- De la physiologie pathologique de la fièvre tiphoïde et des indications thérapeutiques qui en dérivent, Pierre-Henri Duboué, V.-A. Delahaye, Paris, 1878. Consultable sur Gallica.
- Esquisse de climatologie médicale sur Pau et les environs, Pierre-Henri Duboué, Mémoire communiqué à l'Association médicale des Basses-Pyrénées et lu dans la séance du 20 mai 1880, A. Delahaye et E. Lecrosnier, 113 p., 1881. Consultable sur Gallica.
- Étude comparée du médicament et de la série médicamenteuse. De la série sédative et excito-motric : Le mal des montagnes (étude de physiologie pathologique), G. Masson, 224 p., Paris, 1881. Consultable sur Gallica.
- De l'impaludisme, Pierre-Henri Duboué, A. Coccoz, Paris, 1881.
- Des effets comparés de divers traitements de la Fièvre typhoïde et de ceux produits en particulier par l'Ergot de seigle de bonne qualité, Pierre-Henri Duboué, G. Masson, Paris, 1883. Consultable sur Gallica.
- Traitement prophylactique et curatif du choléra asiatique, Pierre-Henri Duboué, G. Masson, Paris, 1885.
- De l'emploi et de l'efficacité du tanin : dans le traitement des inflammations des séreuses et des muqueuses et de quelques autres maladies ou prédominent les desquamations épithéliales et en particulier du choléra astiatique, Pierre-Henri Duboué, G. Masson, 91 p., Paris, 1886.
- Méningite à frigore. Effet remarquable du tanin. Guérison par le Dr Lardier, Pierre-Henri Duboué, Rambervillers, 1887.
- Du Traitement de la fièvre typhoïde par l'ergot de seigle, Pierre-Henri Duboué, Bibliothèque de la Revue générale de clinique et de thérapeutique. N° 6. - Extrait de la "Revue générale de clinique et de thérapeutique, 15 p. , Paris, 1887.
- Des progrès accomplis sur la question de la rage, et de la part qui revient à la théorie nerveuse, Pierre-Henri Duboué, G. Masson, 66 p., Paris, 1887. Consultable sur Gallica.
- Des indications à suivre dans le traitement préventif et curatif du choléra asisatique : résumé théorique et pratique, Pierre-Henri Duboué, 66 p., éditions G. Masson, Paris, 1889.